# Арсе де Васкес, Марго
Доктор Марго Арсе де Васкес (10 марта 1904 — 14 ноября 1990) — писательница, эссеист и педагог, основавшая Пуэрто-риканскую академию испанского языка.

## Ранние года
Арсе де Васкес родилась и выросла в Кагуасе, Пуэрто-Рико, где получила начальное и среднее образование. В 1922 году она окончила Центральную среднюю школу этого города. После её окончания поступила в университет Пуэрто-Рико в Рио-Пьедрас, Сан-Хуан.
Будучи студенткой университета, она сочувствовала Пуэрто-риканской националистической партии и стала участницей движения за независимость острова. Она также была редактором университетской газеты, где часто высказывала свои взгляды. После того, как она получила степень бакалавра математики и испанского языка, она уехала в Испанию и поступила в Центральный университет Мадрида. Среди её педагогов были эссеист Америко Кастро и поэт Дамасо Алонсо. Их учение повлияло на Арсе де Васкес на всю оставшуюся жизнь. В 1930 году она получила докторскую степень по философии и литературе. Её диссертация была посвящена Гарсиласо де ла Вега. Эту работу она опубликует позже.

## Воспитатель
Когда Арсе де Васкес вернулась в Пуэрто-Рико, её нанял университет, который она окончила. Она основала Департамент испаноязычных исследований и была его директором с 1943 по 1965 год. Среди выдающихся пуэрториканцев, на которых она повлияла, были Луис де Арригоития, Мариано Фелисиано, Хосе Феррер Каналес и Росарио Ферре. В 1953 году она помогла организовать и возглавила комитет, отвечающий за перевод тела пуэрто-риканской поэтессы Хулии де Бургос из Нью-Йорка на остров. В 1955 году Арсе де Васкес основалв Пуэрто-риканскую академию испанского языка. В свободное время она писала эссе, выражающие свои взгляды на независимость, которые были опубликованы во многих журналах и газетах острова.

## Автор
Арсе де Васкес редактировал произведения пуэрто-риканского поэта Луиса Палеса Матоса. Двумя из её наиболее важных работ были: Notas Puertorriqueñas (1950) (Пуэрто-риканские заметки) и Gabriela Mistral, persona y poesía (1958) (Габриела Мистраль: Поэт и её творчество). Эти работы получили высокую оценку и награды Пуэрто-риканского института литературы.

## Письменные работы
- Literatura puertorriqueña
- Obras Completas De Margot Arce De Vázquez
- Gabriela Mistral: The Poet and Her Work
- Lecturas Puertorriqueñas: Prosa (Puerto Rico: Realidad y Anhelo, Número 2), by Mariana Robles de Cardona, Margot Arce de Vázquez

## Последние года
Пуэрто-риканская академия испанского языка присвоила Арсе де Васкес титул «заслуженного профессора» после выхода на пенсию в 1970 году. Доктор Марго Арсе де Васкес умерла 14 ноября 1990 года в Хато-Рей, Пуэрто-Рико, от болезни Альцгеймера. Она была похоронена на мемориальном кладбище Пуэрто-Рико в Каролине, Пуэрто-Рико.

## Память
В 1996 году Ротари-клуб Рио-Пьедрас посвятил юбилейный выпуск своего журнала Asomante памяти Арсе де Васкеса и Нилиты Виентос Гастон. Также в 1996 году Центральный университет Баямона почтил её память, переименовав свою библиотеку в её честь.